# گرندویو پلازا (کانزاس)
گرندویو پلازا (به انگلیسی: Grandview Plaza) شهری در ایالت کانزاس کشور ایالات متحده آمریکا است که جمعیت آن در سرشماری سال ۲۰۱۰ میلادی، ۱٬۵۶۰ نفر بوده‌است.